# Nurhen Belhaj Salem
Nurhen Belhaj Salem (6 de julio de 2003) es una deportista tunecina que compite en atletismo adaptado. Ganó una medalla de plata en los Juegos Paralímpicos de Tokio 2020 en la prueba de lanzamiento de peso (clase F40).

## Palmarés internacional
| Juegos Paralímpicos | Juegos Paralímpicos | Juegos Paralímpicos | Juegos Paralímpicos |
| Año                 | Lugar               | Medalla             | Prueba              |
| ------------------- | ------------------- | ------------------- | ------------------- |
| 2020                | Tokio (Japón)       | Medalla de plata    | Peso F40            |